# Ahmad al-Mir
Ahmad al-Mir (ur. 1920 lub 1921 w Masjafie) – syryjski wojskowy, jeden z głównych organizatorów zamachu stanu w Syrii w 1963.

## Życiorys
Był ismailitą. Jego dziad, emir Mahmud, był w czasach przynależności Syrii do Imperium Osmańskiego komendantem twierdzy w Masjafie, posiadał również na własność ziemie przylegające do miasta. Ojciec wojskowego, Mulhim, odziedziczył ten majątek, jednak w 1920 został wywłaszczony przez francuskie władze mandatowe. W momencie urodzenia Ahmada rodzina żyła w ubóstwie. Po powstaniu Zjednoczonej Republiki Arabskiej, podobnie jak wielu innych oficerów syryjskich, został skierowany do służby w Egipcie. W 1960, stacjonując w Kairze w stopniu majora, wszedł w skład zakonspirowanego Komitetu Wojskowego Partii Baas, którym kierował ówcześnie Muhammad Umran. Razem z nim do tajnej organizacji przez Umrana wprowadzeni zostali Salah Dżadid, Hafiz al-Asad, Abd al-Karim al-Dżundi, Usman Kanan oraz Munir al-Dżirudi. Al-Mir razem z Umranem, Dżadidem, al-Asadem i al-Dżundim jeszcze w tym samym roku znalazł się w ścisłym kierownictwie Komitetu.
Wziął udział w zamachu stanu w Syrii w marcu 1963, po którym partia Baas objęła autorytarną władzę w Syrii. Nadal był członkiem legalnie już działającego w strukturach partii Komitetu Wojskowego (do jego likwidacji w 1965). W listopadzie 1963 objął dowództwo 70 Brygady Pancernej stacjonującej w Al-Kiswie. Poparł Salaha Dżadida i jego radykalną frakcję partii Baas w rywalizacji o wpływy w Syrii z gen. gen. Aminem al-Hafizem, stojącym na czele Narodowej Rady Dowództwa Rewolucji. W lutym 1966 radykałowie z Dżadidem i Hafizem al-Asadem na czele przeprowadzili drugi zamach stanu, po którym przejęli władzę. Po przewrocie al-Mir został przewodniczącym biura ds. oficerów w siłach zbrojnych Syrii. Walczył w wojnie sześciodniowej, dowodząc jednym z odcinków frontu na wzgórzach Golan. Po klęsce Syrii stracił stanowisko. We wrześniu 1967 znalazł się w Przywództwie Narodowym syryjskiej partii Baas. W narastającym konflikcie między Dżadidem i Hafizem al-Asadem popierał tego pierwszego.
W listopadzie 1968 został ambasadorem Syrii w Hiszpanii.